# 포옹 (1969년 영화)
포옹은 1969년 공개된 대한민국의 영화이다.

## 배역
- 신성일
- 윤정희
- 김창숙
- 윤난이
- 신서희
- 김용연
- 김영인
- 석인수
- 최재호